# Paul Bachmann
Paul Gustav Heinrich Bachmann (1837-1920) va ser un matemàtic alemany, especialitzat en teoria de nombres.
Bachmann era fill d'un ministre luterà que li va transmetre una profunda religiositat i una intensa passió per la música. Després de recuperar-se d'una tuberculosi a Suïssa, va estudiar a les universitats de Berlín de Göttingen, doctorant-se el 1862 en la primera amb una tesi sobre teoria de grups. Va ser nomenat professor a Breslau i, després, a la universitat de Münster, però el 1890, en divorciar-se, va deixar la docència i se'n va anar a viure a Weimar, on va continuar estudiant matemàtiques, component música, interpretant-la i fent de crític musical per algunes revistes. Va morir a Weimar el 1920..
Bachmann és recordat pel seu tractat en cinc volums sobre teoria de nombres, el primer dels quals, Die Elemente der Zahlentheorie, va ser publicat el 1892, i continuat per Die analytische Zahlentheorie (1894), Die Lehre von der Kreisteilung und ihr Beziehungen zur Zahlentheorie (1893), Die Arithmetik der quadratischen Formen (1898 i 1923) i Allgemeine Arithmetik der Zahlenkörper.